# قرية النبرة
قرية النبرة هي واحدة من قرى ولاية السويق في محافظة شمال الباطنة في سلطنة عمان.

## الموقع
تقع قرية النبرة بمحاذاة الشارع العام (مسقط - صحار)، وتقع تحديدا بين قريتي الصبيخي وقرية سور آل هلال في ولاية السويق بمحافظة شمال الباطنة في سلطنة عمان.

## السكان
يقدر عدد سكان قرية النبرة بأكثر من خمسة الآف نسمة موزعين على أحياء القرية وفي ربوعها المختلفة، ويهتمون بالزراعة وتربية الماشية والجمال بالإضافة إلى اهتمامهم بالثيران المحلية والتجارة.